# Pięć pestek pomarańczy
Pięć pestek pomarańczy (ang. The Five Orange Pips) – opowiadanie kryminalne Arthura Conana Doyle’a z udziałem Sherlocka Holmesa i doktora Johna Watsona. Zostało ono opublikowane w „The Strand Magazine” w listopadzie 1891 roku i w książce Przygody Sherlocka Holmesa w 1892 roku. Ilustracje wykonał Sidney Paget.
Inny tytuł polskiego przekładu to: Pięć pestek z pomarańczy.

## Fabuła
John Openshaw przybywa do Sherlocka Holmesa by wyjaśnić sprawę tajemniczego listu, jaki niedawno otrzymał. Wcześniej takie same listy otrzymali kolejno jego stryj Elias i ojciec Joseph Openshaw, którzy potem zginęli w dziwnych okolicznościach. Treść listu: Połóż papiery na zegarze słonecznym. K.K.K. Do listu dołączone jest pięć wyschniętych pestek pomarańczy.
Sherlock Holmes dochodzi do wniosku, że listy przysyła Ku Klux Klan, bowiem z opowiadania klienta wynika, że jego stryj był kiedyś plantatorem na Florydzie, a po otrzymaniu listu spalił zawartość przywiezionej stamtąd mosiężnej kasetki zawierającej widocznie archiwum organizacji. Detektyw przekonuje Openshawa, by pozostawił na zegarze w ogrodzie jedyny ocalały skrawek i powiadomienie, że reszta spłonęła. Następnego dnia John Openshaw zostaje znaleziony martwy w rzece pod mostem. Policja uznaje to za wypadek, podobnie jak w sprawie jego krewnych. Holmes wyrzuca sobie, że zlekceważył powagę sytuacji. Po przeanalizowaniu czasu i miejsca nadania listów detektyw uznaje, że sprawcą jest kapitan statku Lone Star, płynącego do Savannah (Georgia), James Calhoun i dwaj marynarze. Depeszuje do tamtejszej policji, by zatrzymała ich za morderstwo, a do samego kapitana adresuje list z pięcioma pestkami pomarańczy. Jednak statek z załogą ginie po drodze w czasie sztormu.
Połowiczny sukces w rozwiązaniu zagadki przypomina opowiadania Grecki tłumacz, Stały pacjent i Kciuk inżyniera.
Na motywach opowiadania powstał film Dom strachu (Holmes – Basil Rathbone, Watson – Nigel Bruce).